# ピエール・マリー・ウード

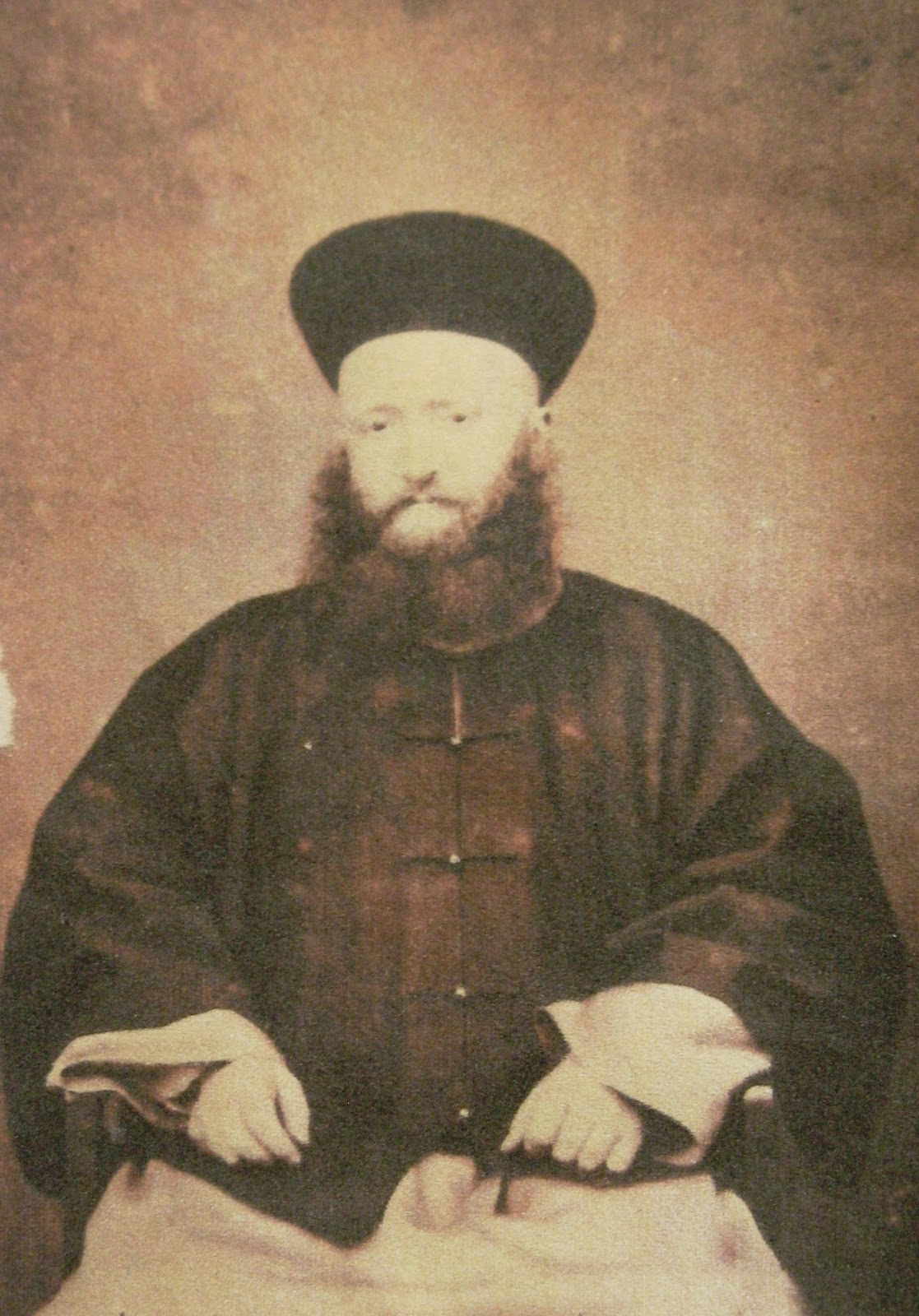
ピエール・マリー・ウード

ピエール・マリー・ウード（Pierre Marie Heude、1836年6月25日 – 1902年1月3日）は、フランスの宣教師、動物学者である。中国で宣教し、貝類などの収集研究を行った。

## 略歴
イル＝エ＝ヴィレーヌ県のフージェールで生まれた。1856年にイエズス会に参加し、1867年に叙階された。翌年中国に宣教師として派遣された。南京、上海で活動した。宣教の一方、東アジアを旅して、自然科学の研究にも従事した。研究の成果は、1876年から1885年の間に出版された『南京地域の貝類学』(Conchyliologie fluviatile de la province de Nanking (et de la Chine centrale) )10巻となった。外務大臣ドルーアン・ド・リュイス (Édouard Drouyn de Lhuys)の意向を受けて、1868年に上海に自然史博物館を設立し、当時中国最大の博物標本のコレクションを作り上げた。1873年から1874年に著名な博物学者、アルマン・ダヴィドやロバート・スウィンホーもこの博物館を訪れた。上海南西部の徐家匯に設立された博物館は「徐家匯博物館」と命名されたが、20世紀になって震旦大学の施設となり、「震旦博物館」となった。
主な研究分野は貝類学であったが、ミンドロスイギュウ(Bubalus mindorensis )やカオナガリス属(Dremomys)などの哺乳動物の記載者となっている。1899年から1900年にタイに調査旅行した後、病気となり、療養の末中国で没した。

## 著書の図版
『Fleuve Bleu谷の陸産貝類ノート』("Notes sur les mollusques terrestres de la Vallée du Fleuve Bleu")の図版

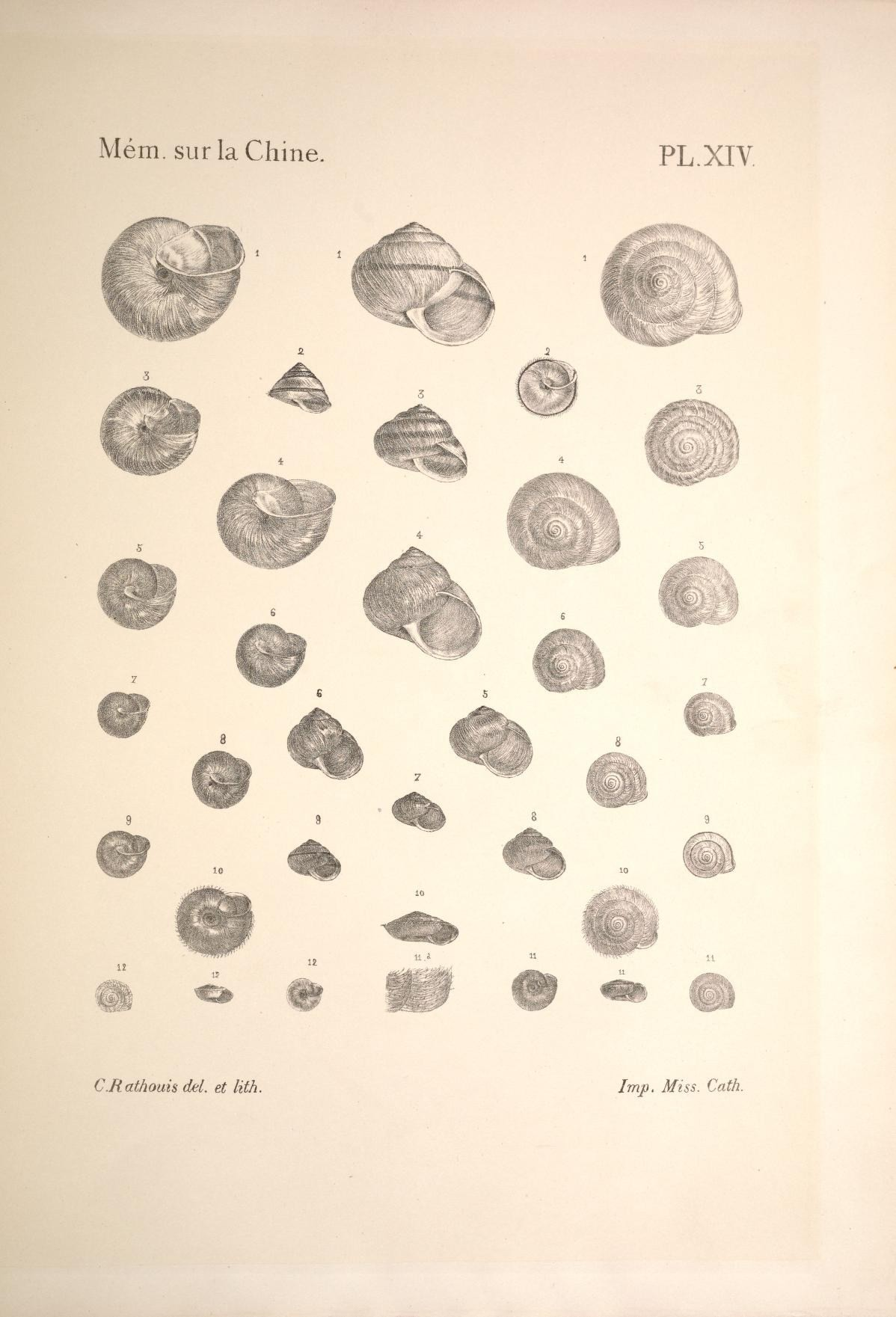
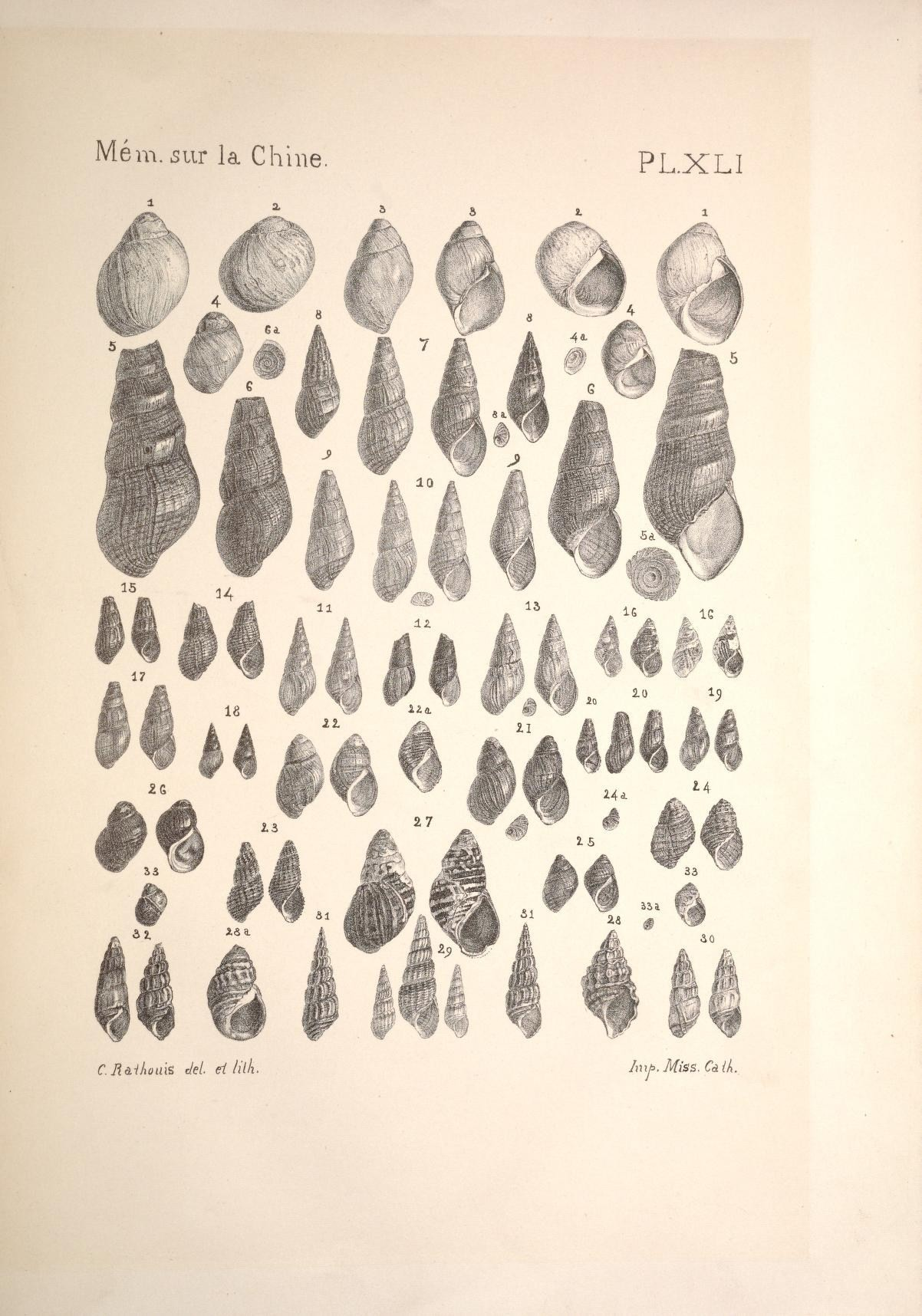
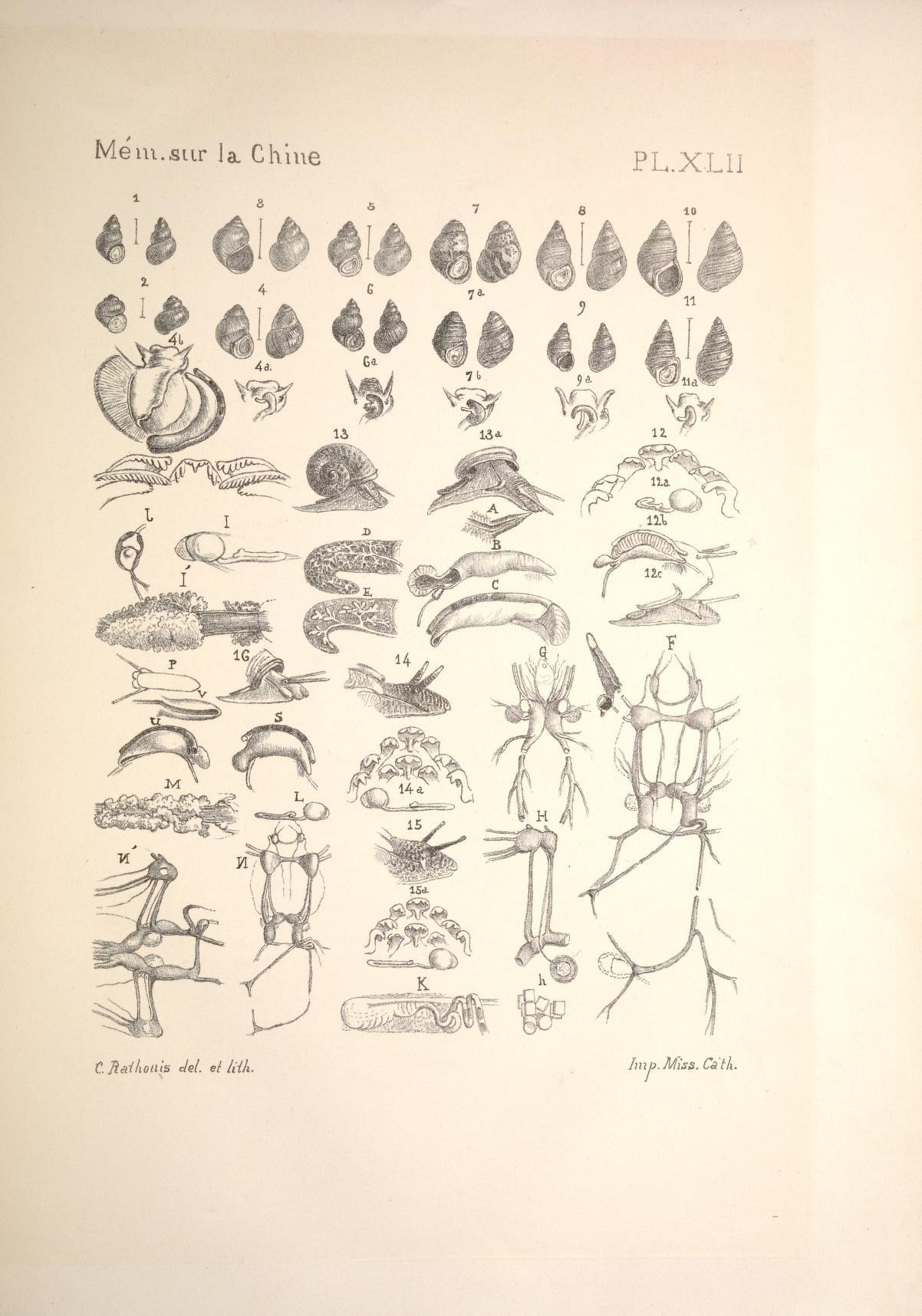
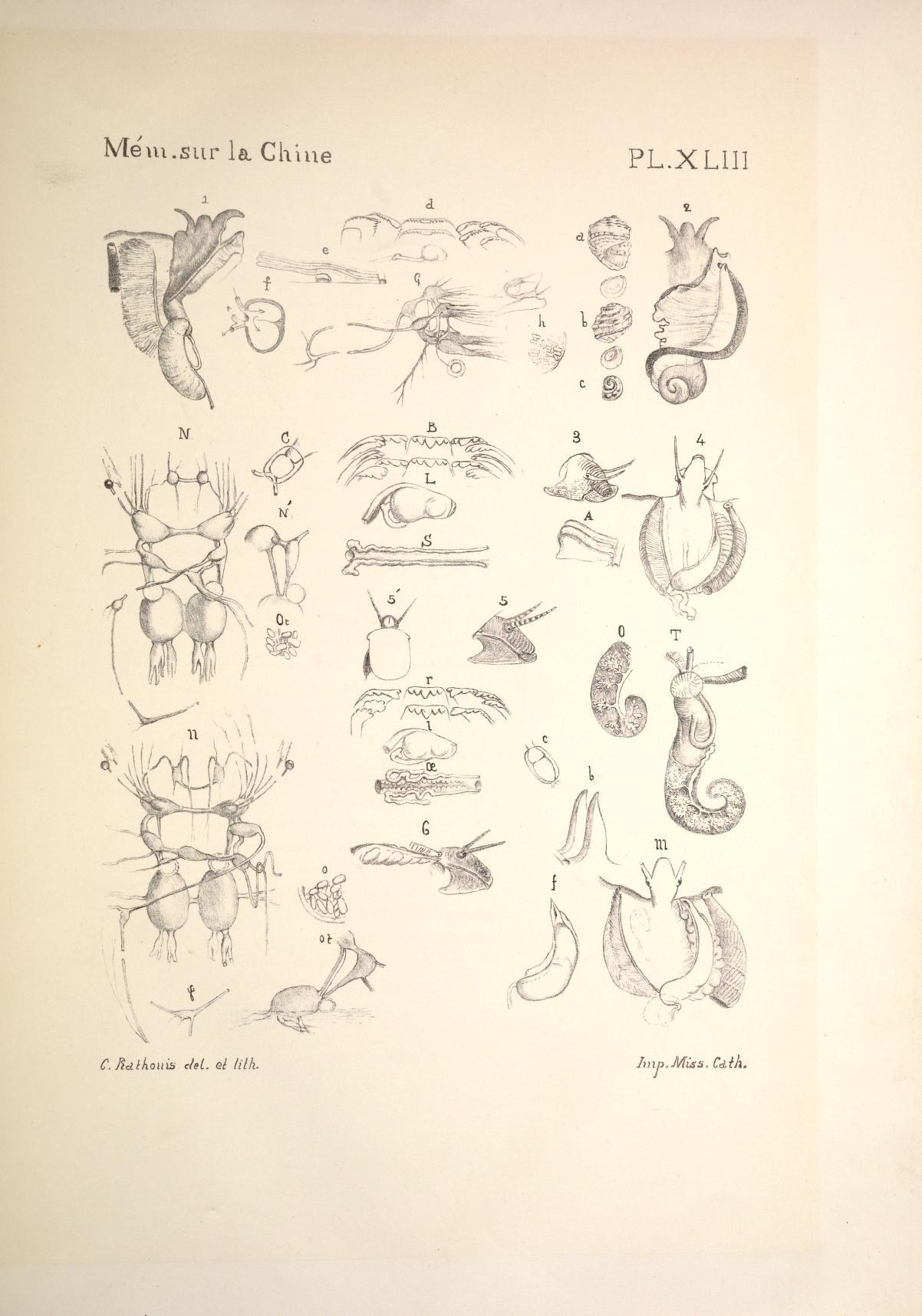

## 著作
- Conchyliologie fluviatile de la province de Nanking et de la Chine centrale. Paris. 10 Bände. (Digitalisat) (Weiteres Digitalisat), 1875–1885
- Notes sur les Mollusques terrestres de la vallée du Fleuve Bleu (Digitalisat). Mémoires concernant l’histoire naturelle de lempire chinois par des pères de la Compagnie de Jésus, Mision Catholique, Chang-Hai, 1882–1890
  - 2: 1–88, plates 12–21, 1882
  - 3: 89–132, plates 22–32, 1885
  - 4: 125[sic]–188, plates 33–43, 1890